# 阿德里安·布洛克

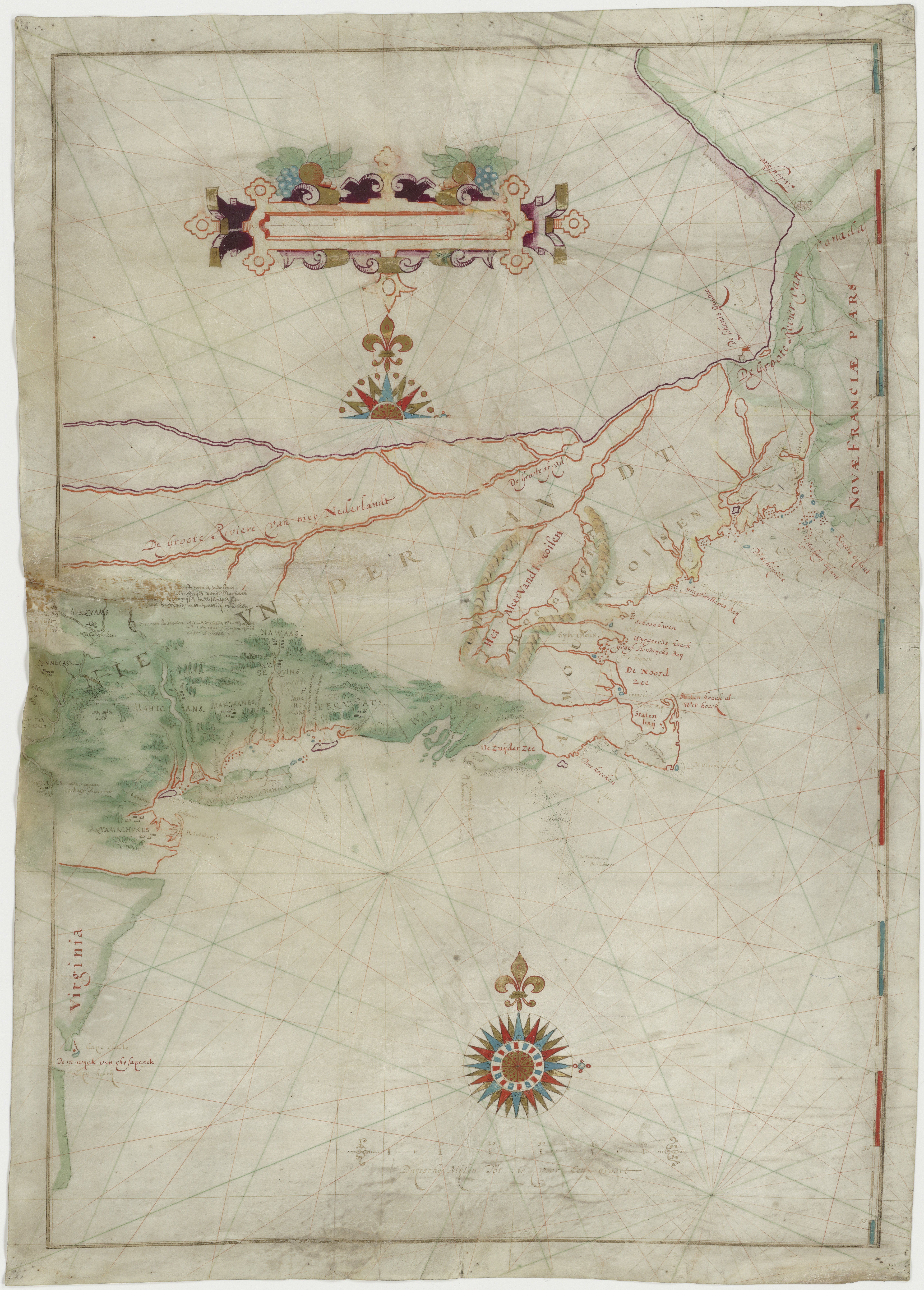
布洛克绘制的地图，“新尼德兰”一词第一次出现。

阿德里安·布洛克（荷蘭語：Adriaen Block，1567年—1627年4月27日），荷兰商人、航海家。

## 生平
布洛克曾在1611年至1614年间对今美国新泽西州和马萨诸塞州沿海地区进行了四次航海探险。布洛克是最早与美洲原住民建立贸易关系的商人。在布洛克第四次航行中，大西洋中部地区的许多地名和地理特征都第一次出现在图文资料中，包括新尼德兰。布洛克还是第一个进入长岛海湾和康涅狄格河的欧洲人。